# Nelly Kristink
Nelly Kristink, née le 3 janvier 1911 à Bruxelles et morte le 27 octobre 1995 à Liège, est un écrivain belge francophone,. 

## Biographie
Son père, gérant d'une firme chimico-pharmaceutique allemande, voyage beaucoup entre Bruxelles et Saint-Pétersbourg, emmenant parfois sa famille. En 1915, il est rappelé comme interprète au service des armées impériales combattant sur le front russe. L'épouse et sa fille le suivent alors en Rhénanie.
En 1916, son père est tué en Lituanie⁣ ; dans l'impossibilité de rentrer en Belgique, sa mère, à ce moment fixée en Saxe, donne des leçons de français pour subsister. Les deux exilées vont attendre jusqu'en 1923 l'autorisation de quitter l'Allemagne. De retour en Belgique, elles s'installent dans la maison maternelle, à Chevron.
L'adolescente doit à nouveau quitter ses chères Ardennes pour devenir Normalienne à Liège. Après quatre années d'internat aux Rivageois, c'est le retour au village et la prise de fonctions de la nouvelle institutrice dans la maison-école, où elle créera une bibliothèque publique.
« J'ai sans doute écrit parce que je m'ennuyais un peu... dans ce coin si calme et trop loin de tout. » 
Elle débute par des contes publiés bientôt dans des magazines féminins. L'annonce de sa victoire au concours de « La plus belle lettre d'amour » lui parvient le matin du 10 mai 1940.
L'immobilisation forcée des années de guerre la fixe davantage encore à son écritoire. Les contes et les nouvelles se multiplient. Puis un premier roman, La Source vive, voit le jour en 1943.
En 1948, c'est la consécration du prix Victor Rossel, attribué – sur manuscrit – au Renard à l'anneau d'or.
En 1960, le prix George Garnir récompense La rose et le rosier, roman historique du terroir, dont l'accueil commercial n'est pas à la mesure de la très grande qualité.
Peut-être déçue de cet accueil injuste, Nelly Kristink n'écrira plus que pour les enfants; elle rédige les textes de nombreux livres d'imagerie, condense des contes célèbres et donne une suite à l'héroïne de Johanna Spyri, Heidi.
En 1974, le long feuilleton télévisé belgo-international (tiré du Renard à l'anneau d'or) tourné sous la direction de Teff Erhat remporte, auprès du grand public, un immense succès confirmé par plusieurs rediffusions et un tour des chaînes du monde entier, de la Bulgarie à la Martinique.
Elle meurt le 27 octobre 1995 et est inhumée au cimetière de Chevron.

### Contes et nouvelles
Pour la jeunesse
- Les Jours heureux de Galinette, La Renaissance du Livre, Bruxelles, 1950.
- C'est une histoire de petits souliers, Durendal, Bruxelles, 1954.

Textes de nombreux livres d'imagerie :
- Heidi et l'enfance sauvage (suite de l'œuvre de Johanna Spyri), Hemma - 1950.
- Heidi Maman, Hemma - 1970.
- Bouboule aux sports d'hiver, Hemma - 1978[6].

## Adaptations télévisées
- Le Renard à l'anneau d'or, télé-film réalisé par Teff Erhat, coproduit par RTB/SRG SSR idée suisse/Radio-Canada/Alligator Films.
  - Première diffusion : en  Belgique, sur la RTB, en 6 épisodes de 50 minutes, à partir du 21 avril 1974[7].

## Prix
- 1948 : prix Victor Rossel, pour le Renard à l'anneau d'or.
- 1957 : prix Ernest Bouvier-Parvillez pour sa longue activité littéraire.
- 1960 : prix George Garnir pour La Rose et le rosier.